# Problem shaping
Nel contesto dei processi formali di risoluzione di problemi, le espressioni inglesi problem shaping o problem framing, in italiano: definizione, inquadramento o formulazione del problema, si riferiscono a una componente dell'attività di risoluzione dei problemi il cui scopo è quello di delineare e meglio definire un problema, formulato in termini troppo vaghi per poter essere efficacemente affrontato e risolto. Come per l'identificazione del problema, l'inquadramento del problema richiede l'applicazione del pensiero critico.

## Descrizione
Esistono approcci pratici alla definizione del problema. Alcuni di essi sono inclusi nelle fasi iniziali delle metodologie di problem solving più complete. I modelli più utilizzati per rappresentare al meglio questa fase sono "l'albero del problema", che si basa su reali evidenze raccolte sul campo, altrimenti definito "albero delle ipotesi" qualora le evidenze siano sostituite dalle ipotesi, e il diagramma a spina di pesce, "di Ishikawa". Le analogie tra questi tre modelli sono forti tanto che possono essere utilizzati uno in alternativa all'altro per svolgere la fase di definizione del problema con successo, in modo da semplificare una situazione altrimenti troppo complessa per poter essere compresa correttamente.
L'utilizzo dell'albero del problema è da preferirsi quando sia possibile raccogliere reali evidenze della situazione problematica direttamente sul campo o mediante intervista diretta a persone informate. Il risultato è attendibile e costituisce una buona base di partenza per le attività di investigazione.
L'albero delle ipotesi è un modello utile quando non si disponga di informazioni da fonte attendibile e si debbano passare al vaglio le ipotesi sulle possibili cause di un problema. L'attendibilità del modello è inferiore in quanto richiede che le ipotesi subiscano una certa prova di solidità e completezza, onde evitare errori di valutazione che porterebbero alla risoluzione di un problema che non è quello a cui si stanno dedicando gli sforzi.
Il diagramma di Ishikawa, altrimenti detto "a lisca di pesce", è meno adatto alla fase di problem shaping ed è da preferire qualora il problema sia già noto, perché trascura l'utilizzo di tutte le evidenze disponibili per focalizzarsi maggiormente sulle cause. 